# Luis Piedrahita
Luis Piedrahíta Cuesta (La Coruña, 19 de febrero de 1977) es un humorista, escritor, ilusionista, guionista y director de cine español.
Colaborador y guionista del programa de entretenimiento de la televisión española El hormiguero (Antena 3). Allí ha presentado sus monólogos y su magia ante personalidades como Tom Cruise, Gwyneth Paltrow, Will Smith, Denzel Washington o Jennifer Aniston.
Asimismo, ha colaborado con el ilusionista portugués Luis de Matos en la creación, producción y presentación de efectos mágicos en la sección «Os problemas do Professor Piedrahita», dentro del programa Impossível, emitido en la RTP.
También ha trabajado como colaborador y guionista en el programa de ‘stand-up comedy’: El club de la comedia. Y ha sido director, guionista y mago del programa televisivo Nada x aquí.
Como cineasta ha escrito y ha dirigido, junto a Rodrigo Sopeña, el largometraje La habitación de Fermat, protagonizado por Federico Luppi, Lluís Homar, Santi Millán, Alejo Sauras y Elena Ballesteros. Dicho largometraje ha recogido numerosos premios, nacionales e internacionales, y ha sido estrenado en más de cincuenta países.
Es autor de siete libros superventas de humor: Cambiando muy poco algo pasa de estar bien escrito a mal escroto, A mí este siglo se me está haciendo largo, El castellano es un idioma loable, lo hable quien lo hable, ¿Por qué los mayores construyen los columpios siempre encima de un charco?, Dios hizo el mundo en siete días… y se nota, ¿Cada cuánto hay que echar a lavar un pijama? y Un cacahuete flotando en una piscina, ¿sigue siendo un fruto seco? Además, ha escrito un libro de literatura infantil titulado Diario de una pulga y otro de magia, Monedas y otras historias Archivado el 27 de julio de 2021 en Wayback Machine., publicado por Ediciones El Espectador, su propio sello editorial.
Ha recibido el premio Performing Fellowship 2017 que entrega la Academia de las Artes Mágicas de Hollywood. Los Academy of Magical Arts Awards están considerados como el evento mágico más relevante del mundo y en él se distingue a los artistas que hayan hecho una aportación significativa al mundo del ilusionismo. Asimismo, ha recibido la prestigiosa Grolla d’Oro en 2019. Este galardón es uno de los premios más antiguos y prestigiosos de Europa y reconoce la labor artística de personalidades internacionales relacionadas con el mundo del cine, la televisión y la magia. Ambos premios han destacado su trayectoria artística, su creatividad y la originalidad de sus creaciones.
Piedrahíta colabora con el programa radiofónico líder de las tardes de España, La ventana (Cadena Ser), presentado por Carles Francino. Además interviene ocasionalmente en el programa argentino La venganza será terrible, creado y conducido por Alejandro Dolina.
Actualmente triunfa por España y Latinoamérica con sus espectáculos teatrales. Sus últimas creaciones son: El castellano es un idioma loable, lo hable quien lo hable, Las amígdalas de mis amígdalas son mis amígdalas, Es mi palabra contra la mía y Apocalípticamente correcto.

## Biografía
Nació en La Coruña el 19 de febrero de 1977. Estudió en el Colegio Santa María del Mar. Desde muy joven se aficionó a la magia y ganó dos premios: Segundo Premio de Micromagia en el Congreso de Valongo (Portugal, 1998) y fue campeón de España en micromagia en 1999.
Estudió Comunicación Audiovisual en la Universidad de Navarra y se especializó en escritura de guion. Tras su paso por las aulas, le contrataron en la cadena Telecinco. Conocido como "El Rey de las Cosas Pequeñas", Luis Piedrahíta ganó el Primer Certamen de Monólogos de El club de la comedia, tras lo cual empezó a trabajar como guionista y actor fijo en dicho programa.
En septiembre de 2008 se le extirpó la vesícula, que decidió que fuera subastada en El hormiguero con el propósito de destinar los beneficios en favor de los afectados por el síndrome de West, una enfermedad infantil que afecta a los bebés de entre 0 y 12 meses y que les provoca ataques epilépticos.

## Radio y televisión

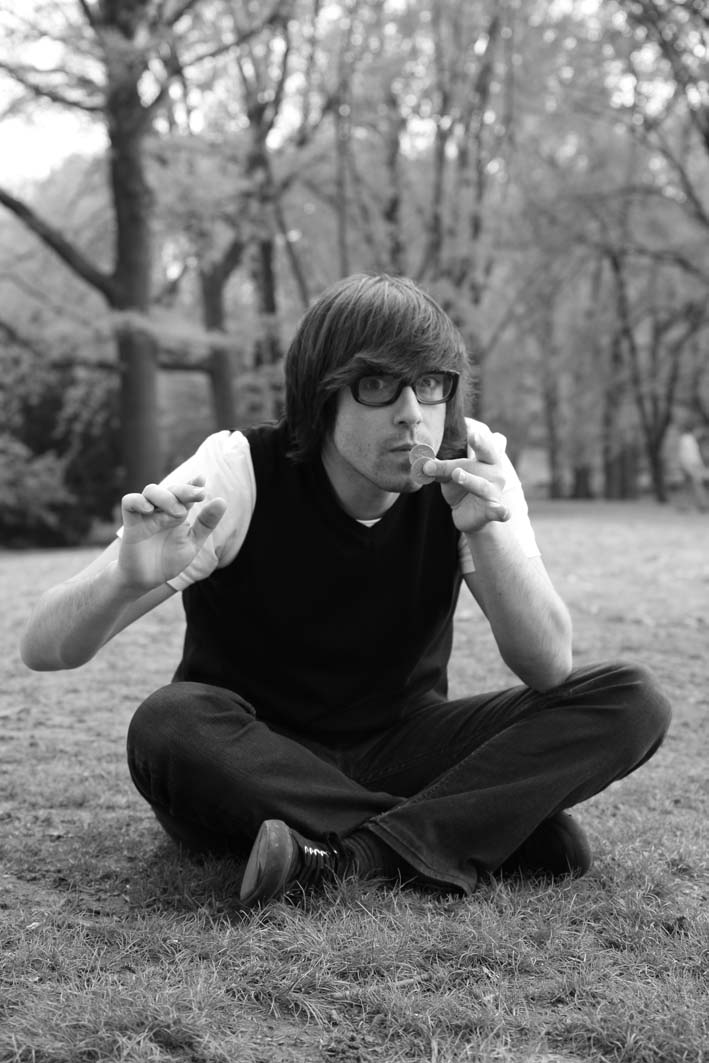
Piedrahíta en 2008.

### Televisión
Luis Piedrahíta se dio a conocer en sus intervenciones en el programa de monólogos El club de la comedia (La Sexta). 
Ha sido colaborador, guionista y director del programa de magia Nada x aquí, durante dos temporadas. 
En 2013, se estrenó como jurado en el programa Por arte de magia (Antena 3) que presentó Anna Simon.
Ha sido copresentador del programa culinario de Disney Channel España: Un, dos, chef! durante una temporada.
En la actualidad es colaborador del programa de entretenimiento El hormiguero (Antena 3) en el que en la actualidad realiza la sección de magia: ¿A quién va a creer usted... a sus propios ojos o a mí?
Ha sido guionista de los programas televisivos: El hormiguero (Antena 3), Cruz y Raya.com (TVE), Nada x Aquí (Cuatro), Un, dos, tres... ¡A leer esta vez! (TVE) y en el ya mencionado El club de la comedia (La Sexta).
Actualmente, se encuentra preparando un nuevo programa de magia para la televisión de Portugal, junto al mago Luis de Matos.
Desde octubre de 2020 presenta en la Televisión de Galicia el concurso A voltas coa música.

### Radio
Ha sido colaborador y guionista del exitoso programa radiofónico: No somos nadie (M80 RADIO) conducido por Pablo Motos. 
El verano de 2009 y de 2010 participó en el programa radiofónico No es un día cualquiera (RNE) con una sección de humor en la que hacía sus famosos monólogos sobre cosas pequeñas. En mayo de 2012 participó como invitado en el programa radial argentino de Alejandro Dolina, La venganza será terrible, en la gira de este último por España. En octubre de 2012 empezó como colaborador del programa Yu, No Te Pierdas Nada (Los 40 Principales). 
En septiembre de 2013 vuelve a participar como invitado y colaborador en el programa radial de Alejandro Dolina, La venganza será terrible, durante la gira del programa por España. En julio de 2014 colabora nuevamente con el programa aprovechando su visita a la Argentina por motivo de su gira teatral. 
Desde 2012 y hasta la actualidad colabora semanalmente en el programa La Ventana (Cadena Ser) dirigido por Carles Francino con la sección de humor: Faltan las palabras.

## Cine y teatro

### Cine
Escribió y dirigió junto con Rodrigo Sopeña un thriller de misterio llamado La habitación de Fermat que se estrenó el 16 de noviembre de 2007 en el Festival Internacional de Cine Fantástico de Sitges. Con este film consiguieron los Premios del Público y el Premio del Jurado Joven al Mejor Largometraje en la XVII Semana Internacional de Cine Fantástico de Málaga y los premios al Mejor Guion y a la Mejor Película de Cine Fantástico Europea Melies de Plata en el Festival de Cine Fantástico de Oporto, Fantasporto 2008.
También colaboró como guionista de la película: Cosas que hacen que la vida valga la pena (2004).
Ha doblado al pitufo Filósofo en la película Los pitufos: la aldea escondida, de Sony Pictures, estrenada en marzo de 2017.

### Teatro
En su faceta teatral, es autor e intérprete de siete espectáculos de monólogos:
- Es mi palabra contra la mía
- Las amígdalas de mis amígdalas son mis amígdalas
- El castellano es un idioma loable, lo hable quien lo hable
- ¿Por qué los mayores construyen los columpios siempre encima de un charco?
- Dios hizo el mundo en siete días... y se nota
- Esas pequeñas cosas
- Gira mundial por Galicia

Asimismo ha escrito y narrado el cuento sinfónico Diario de una pulga, presentado para el XX Festival de Música de Canarias junto a la Orquesta Sinfónica de Tenerife y su entonces director titular, Víctor Pablo Pérez, y los pianistas Gustavo Díaz-Jerez y Jesús Ángel Rodríguez. Este cuento está inspirado en la obra El carnaval de los animales, de Camille Saint-Saëns.
En julio de 2014 y de 2015, presenta su espectáculo Dios hizo el mundo en siete días... y se nota en el emblemático Teatro Maipo de Buenos Aires. Así como también en: Córdoba, Mendoza, Rosario y Mar del Plata.
Además colaboró como guionista en las siguientes obras de teatro: Cinco hombres.com, Cinco mujeres.com y Francamente, la vida según San Francisco.

## Obras
Luis ha escrito los siguientes libros:
- ¿Un cacahuete flotando en una piscina... sigue siendo un fruto seco? - 2005 (ISBN 84-03-09646-1)
- ¿Cada cuánto hay que echar a lavar un pijama? - 2006 (ISBN 84-03-09736-0)
- Dios hizo el mundo en siete días... y se nota - 2007 (ISBN 84-03-09859-6)
- ¿Por qué los mayores construyen los columpios siempre encima de un charco? - 2010 (ISBN 978-84-03-10070-1)
- Diario de una pulga - 2010 (ISBN 978-84-67-03260-4)
- Monedas y otras historias - 2011 (ISBN 978-84-939341-0-1)
- El castellano es un idioma loable, lo hable quien lo hable - 2012 (ISBN 978-84-08-02980-9)
- A mí este siglo se me está haciendo largo - 2014 (ISBN 978-8408132615)
- Coins and other fables - 2017
- Cambiando muy poco algo pasa de estar bien escrito a estar mal escroto - 2017 (ISBN 978-8408176831)

Además ha sido coautor de:
- Ventajas de ser incompetente y otros monólogos de humor
- El club de la comedia contraataca
- 5 hombres.com

## Reconocimientos y premios
- 2000, Ganador del Primer Certamen de Monólogos de El club de la comedia (España).[27]
- 2007, Premios del Público y el Premio del Jurado Joven al Mejor Largometraje en la XVII Semana Internacional de Cine Fantástico de Málaga.[27]
- 2008, Premios al Mejor Guion y a la Mejor Película de Cine Fantástico Europea Melies de Plata en el Festival de Cine Fantástico de Oporto, Fantasporto.[27]
- 2017, Performing Fellowship de los Premios de la Academia de Artes Mágicas.[28]
- 2019, Grolla d'Oro Masters of Magic.[28]
- 2025, Mejor Showman 2024. IV Edición Premios Berlanga al Humor.[29]